# Metodo delta
In statistica ed econometria, il metodo delta è un modo per derivare la distribuzione di probabilità approssimata di una funzione di uno stimatore asintoticamente normalmente distribuito, conoscendo la varianza asintotica di tale stimatore. In termini generali, il metodo delta può considerarsi una versione generalizzata del teorema del limite centrale.

## Formulazioni del risultato

### Caso univariato
Il metodo delta può essere applicato senza problemi al caso di variabili casuali multidimensionali; una dimostrazione di immediata comprensione può darsi tuttavia nel caso univariato, come segue. Sia {\displaystyle \left\{X_{n}\right\}_{n}} una successione di variabili casuali che soddisfano:
{\displaystyle {\sqrt {n}}\left(X_{n}-\vartheta \right)\ {\xrightarrow {\mathcal {D}}}\ {\mathcal {N}}(0,\sigma ^{2})}
dove {\displaystyle \vartheta } e {\displaystyle \sigma ^{2}} sono costanti reali e {\displaystyle {\xrightarrow {\mathcal {D}}}} denota la convergenza in distribuzione; sia inoltre {\displaystyle g} una funzione continua, e tale che {\displaystyle g'(\vartheta )\neq 0}. Risulta allora:
{\displaystyle {\sqrt {n}}\left(g(X_{n})-g(\vartheta )\right)\ {\xrightarrow {\mathcal {D}}}\ {\mathcal {N}}\left(0,\sigma ^{2}\left(g'(\vartheta )\right)^{2}\right)}

#### Dimostrazione
Supponendo che {\displaystyle g'(\vartheta )} sia continua, si può dare una dimostrazione elementare del risultato nel caso univariato come segue. Si consideri lo sviluppo in serie di Taylor, arrestato al primo ordine, di {\displaystyle g(X_{n})}, centrato in {\displaystyle \vartheta }:
{\displaystyle g(X_{n})=g(\vartheta )+g'({\tilde {\vartheta }})(X_{n}-\vartheta )}
dove {\displaystyle {\tilde {\vartheta }}} giace in un qualche punto intermedio tra {\displaystyle X_{n}} e {\displaystyle \vartheta }. Chiaramente {\displaystyle X_{n}{\xrightarrow {\mathcal {P}}}\vartheta } (dove {\displaystyle {\xrightarrow {\mathcal {P}}}} denota la convergenza in probabilità) implica {\displaystyle {\tilde {\vartheta }}{\xrightarrow {\mathcal {P}}}\vartheta }; dal momento che si è ipotizzato che {\displaystyle g'(\vartheta )} sia continua, da un'applicazione immediata del teorema di Slutsky segue:
{\displaystyle g'({\tilde {\vartheta }}){\xrightarrow {\mathcal {P}}}g'(\vartheta )}
Riorganizzando i termini nello sviluppo di Taylor e moltiplicando per la costante positiva {\displaystyle {\sqrt {n}}} si ha:
{\displaystyle {\sqrt {n}}\left(g(X_{n})-g(\vartheta )\right)\approx g'({\tilde {\vartheta }}){\sqrt {n}}\left(X_{n}-\vartheta \right)}
Essendo infine noto che:
{\displaystyle {\sqrt {n}}\left(X_{n}-\vartheta \right){\xrightarrow {\mathcal {D}}}{\mathcal {N}}(0,\sigma ^{2})}
invocando ulteriormente il teorema di Slutsky si ha:
{\displaystyle {\sqrt {n}}\left(g(X_{n})-g(\vartheta )\right){\xrightarrow {\mathcal {D}}}{\mathcal {N}}\left(0,\sigma ^{2}\left(g'(\vartheta )\right)^{2}\right)}
con cui la dimostrazione è conclusa.